# أميليا (أومبريا)
أميليا (بالإيطالية: Amelia)‏ هي بلدية في مقاطعة تيرني في إقليم أومبريا الإيطالي.

## السكان
تطور النمو السكاني لـ أميليا (أومبريا)

## توأمة
لأميليا (أومبريا) اتفاقيات توأمة مع كل من:
- تشيفيتافيكيا
- جوني
- ستيليدا